# Roberto Citterio
Roberto Vincenzo Citterio (Monza, 1961) è un ex hockeista su pista, allenatore di hockey su pista e dirigente sportivo italiano.
Ha vinto due scudetti, una Coppa Italia e due Supercoppe italiane in qualità di presidente dell'Amatori Lodi, di cui in precedenza era stato giocatore e tecnico.

## Palmarès

### Giocatore
- Coppa CERS/WSE: 1

Amatori Lodi: 1986-1987